# Berre-l'Étang
 Berre-l'Étang  es una comuna y población de Francia, en la región de Provenza-Alpes-Costa Azul, departamento de Bocas del Ródano, en el distrito de Istres. Es la cabecera y mayor población del cantón de su nombre.
Su población municipal en 2008 era de 13 881 habitantes. Forma parte de la aglomeración urbana de Marsella-Aix-en-Provence.
Está integrada en la Communauté d'agglomération Salon-Étang de Berre-Durance.

## Demografía
| 1 630 | 1 069 | 1 374 | 1 622 | 1 926 | 1 928 | 1 905 | 1 883 | 1 930 | 2 091 | 1 980 | 1 918 | 2 036 | 1 922 | 1 811 | 1 695 | 1 570 | 1 938 | 1 976 | 1 725 | 2 376 | 2 355 | 4 611 | 5 998 | 5 859 | 7 922 | 10 327 | 11 588 | 12 069 | 12 562 | 12 672 | 13 414 | 13 881 |
| Para los censos de 1962 a 1999 la población legal corresponde a la población sin duplicidades (Fuente: INSEE [Consultar]) |       |       |       |       |       |       |       |       |       |       |       |       |       |       |       |       |       |       |       |       |       |       |       |       |       |        |        |        |        |        |        |        |